# Allidiostomatinae
Allidiostomatinae – podrodzina chrząszczy z podrzędu wielożernych i rodziny poświętnikowatych. Występują wyłącznie w Ameryce Południowej.

## Morfologia
Chrząszcze o podługowato-owalnym w obrysie ciele. Czułki ich buduje dziesięć członów, z których ostatnie trzy są delikatnie owłosione (omszone) i formują buławkę. Narządy gębowe mają wargę górną i żuwaczki wystające przed przednią krawędź nadustka i wskutek tego widoczne od góry. Pomiędzy nasadami pokryw widoczna jest tarczka. Długość zapiersia jest większa niż poszczególnych sternitów odwłoka. Odnóża mają wszystkie stopy zwieńczone nieruchomymi, równych rozmiarów pazurkami. Przednia para odnóży ma poprzeczne biodra. Golenie tylnej pary mają ostrogi oddzielone nasadowym członem stopy. Pygidium jest częściowo odsłonięte, widoczne między szczytami pokryw.

## Systematyka
W 1904 roku Gilbert John Arrow wprowadził rodzaj Idiostoma i monotypową podrodzinę Idiostominae. Ponieważ nazwa Idiostoma okazała się być wcześniej wykorzystana, w 1940 roku ten sam autor wprowadził nowe nazwy: Allidiostoma dla rodzaju i Allidiostomidae dla rodziny (wynosząc ją o rangę wyżej). Ta druga została następnie poprawiona na Allidiostomatinae przez Johna Lawrence'a i Alfreda Newtona z 1995 roku (obniżając przy okazji rangę z powrotem do podrodziny).
Do podrodziny Allidiostomatinae zalicza się jeden rodzaj Allidiostoma z 9 gatunkami:
- Allidiostoma
  - Allidiostoma bosqui
  - Allidiostoma halffteri
  - Allidiostoma hirtum
  - Allidiostoma landbecki
  - Allidiostoma monrosmuntanolae
  - Allidiostoma ramosae
  - Allidiostoma rufum
  - Allidiostoma simplicifrons
  - Allidiostoma strobeli